# العنف الأسري في البرازيل
العنف المنزلي في البرازيل يتضمن أي نوع من الإيذاء أو الإساءة من الشريك أو أي فرد من أفراد العائلة تجاه الآخر. غالبية حالات العنف المنزلي في البرازيل تحدث من الرجل تجاه شريكته. في 2015 أصدرت الحكومة دراسة تؤكد أن كل سبع ثوان هناك امرأة تتعرض للعنف المنزلي في البرازيل. أكثر من 70% من النساء في البرازيل سوف تعاني من بعض أنواع العنف خلال فترة حياتها وواحدة من كل أربعة نساء تعلن عن كونها ضحية للعنف الجسدي أو النفسي. رغم اعتراف البرازيل في الأربعينات بأن العنف المنزلي يشكل مشكلةً، إلا أن الحكومة لم تتخذ إجراءات لمواجهته إلا منذ الثمانينات، وذلك بإنشاء مركز الشرطة النسائية، ومؤخرا في 2006 بإصدار قانون العنف المنزلي.
عرف العنف المنزلي قانونيًا في المادة 5 من قانون العنف المنزلي الصادر عام 2006 على أنه «أي فعل أو امتناع عن فعل بدافع التفرقة الجنسية مما يتسبب في الموت أو المرض أو المعاناة النفسية أو الجنسية، أو الخطر المعنوي أو المالي.» على الرغم من أن التعريف القانوني قد وضح على نطاق واسع في القانون إلى أن الكشف عن حدوث أي نوع من أنواع العنف المنزلي يعد من مسئولية الضحايا أو المقربين منهم.

## الخلفية
وفقا لمنظمة «مارياس» غير الحكومية (NGO Marias)، هناك أسباب عدة لممارسة العنف المنزلي منها: إدمان الكحوليات، والخيانة الزوجية، والغيرة، والمخدرات، وأسباب مالية. ووفقًا لأستاذ ماثيو جوتمان، عالم الأنثروبولوجيا (علم الإنسان) الذي يدرس الذكورة في جامعة براون، السبب الرئيسي للعنف المنزلي هو التمييز على أساس الجنس أو الرجولة. أثبت البروفيسور جوتمان في دراسته أن سلوك الرجل العنيف، على عكس الاعتقاد الشائع، ليس صفة فسيولوجية أو بيولوجية ولكنه نتيجة الثقافة الذكورية السائدة في معظم المجتمعات، والتي تدعم تفوق وسمو الرجل على المرأة.
في فترة استعمار البرازيل، كان الرجال يعتبرون مالكين لزوجاتهم، ويحق لهم ضربهن وتعنيفهن وحتى قتلهن إذا استوجب الأمر. وفقًا لدراسة أجرتها هيئة الأمم المتحدة للمرأة وشركة (Grupo Boticario)، فإنه حتى في هذه الأيام، يؤكد 81% من الرجال و95% من النساء الذين شملهم الاستطلاع، أن الثقافة الذكورية هي السائدة في البرازيل. وفقًا لما ذكرته الدكتورة ستيلا منيجيل، المتخصصة في مجال الدراسات الجنسية، فإن العنف الممارس تجاه النساء يهدف إلى إبقائهن في الموقف الأدنى في علاقتهن مع الرجال، بينما يشعر الرجال عادة بأن عليهم «تعليم» النساء واجباتهن وموقعهن.
هناك دراسة أجراها معهد البحوث الاقتصادية البرتغالية Instituto de Pesquisa Econômica Aplicada تظهر أدلة على سعة انتشار المجتمع الذكوري في البرازيل. وفقًا لدراسة عام 2014، فإن المجتمع البرازيلي لايزال يؤمن بالأسرة النووية الأبوية التي يُنظَر فيها إلى الرجل باعتباره هو المعيل، لكن حقوقه على الزوجة والأطفال تظل  مقيدة وتستثني أشكال العنف الشديدة والمختلفة. على الجانب الآخر يتعين على المرأة «احترام نفسها» والتصرف وفقًا لنماذج العائلة التقليدية.